# Episodi di Cassie & Co.
La prima e unica stagione della serie televisiva Cassie & Co. è stata trasmessa in anteprima negli Stati Uniti d'America dalla NBC tra il 29 gennaio 1982 e il 20 agosto 1982.
| nº | Titolo originale             | Titolo italiano | Prima TV USA     | Prima TV Italia |
| -- | ---------------------------- | --------------- | ---------------- | --------------- |
| 1  | The Golden Silence           |                 | 29 gennaio 1982  |                 |
| 2  | Replay                       |                 | 5 febbraio 1982  |                 |
| 3  | Gorky's Army                 |                 | 12 febbraio 1982 |                 |
| 4  | Dark Side of the Moon        |                 | 19 febbraio 1982 |                 |
| 5  | One Thief Too Many           |                 | 15 giugno 1982   |                 |
| 6  | Anything for a Friend        |                 | 22 giugno 1982   |                 |
| 7  | Man Overboard                |                 | 29 giugno 1982   |                 |
| 8  | Friend in Need               |                 | 6 luglio 1982    |                 |
| 9  | There Went the Bride         |                 | 23 luglio 1982   |                 |
| 10 | Fade Out                     |                 | 30 luglio 1982   |                 |
| 11 | One Less Vote                |                 | 6 agosto 1982    |                 |
| 12 | Lover Come Back              |                 | 13 agosto 1982   |                 |
| 13 | A Ring Ain't Always a Circle |                 | 20 agosto 1982   |                 |